# Sistem monetar
Un sistem monetar reprezintă sistemul prin care un guvern emite și gestionează banii într-o economie națională. Sistemele monetare moderne includ, de obicei, trezoreria națională, responsabilă pentru gestionarea resurselor financiare ale statului; monetăria, care produce moneda fizică; banca centrală, care reglează politica monetară și controlează oferta de bani; și băncile comerciale, care intermediază tranzacțiile financiare și acordă credite.

## Sistemul monetar bazat pe bani-marfă
Un sistem monetar bazat pe bani-marfă este un sistem monetar în care un bun, precum aurul sau scoicile, funcționează ca unitate de valoare și este utilizat direct ca bani. Valoarea banilor-marfă în acest sistem derivă din proprietățile fizice ale bunurilor respective. În anumite cazuri, un guvern poate ștampila monedele din metal cu marcaje care indică greutatea sau puritatea acestora, dar valoarea rămâne constantă chiar dacă moneda este topită.
Acest sistem oferă avantajul stabilității valorice, deoarece valoarea bunurilor este determinată de cererea și oferta de pe piață. Cu toate acestea, poate avea limitări, cum ar fi dificultăți în manipularea cantităților mari de bunuri și lipsa flexibilității în reglementarea masei monetare.

## Bani susținuți de mărfă
În apropierea conceptului de banii-marfă se află „banii susținuți de marfă”, cunoscuți și sub denumirea de „bani reprezentativi”. Acest tip de bani include bancnote emise de bănci care, deși nu au valoare fizică intrinsecă, pot fi schimbate în metale prețioase, cum ar fi aurul. Sistemul în care aceste bancnote sunt susținute de rezerve de aur este cunoscut sub numele de standardul de aur. Un standard bazat pe argint a fost utilizat pe scară largă după căderea Imperiului Bizantin și a persistat până în 1935, când a fost abandonat de China și Hong Kong.
Banii susținuți de marfă au fost utilizați pentru a oferi stabilitate economică și pentru a preveni inflația excesivă, deoarece valoarea bancnotelor era legată de rezervele de metale prețioase. Totuși, aceste sisteme au avut limitări, inclusiv dificultăți în adaptarea masei monetare la nevoile economice fluctuante.
O variație a acestui sistem din secolul al XX-lea a fost bimetalismul, cunoscut și sub denumirea de „standardul dublu”, care prevedea că atât aurul, cât și argintul aveau curs legal. Acest sistem a încercat să combine avantajele ambelor metale pentru a stabiliza valoarea monetară.

## Bani fiat
Alternativa la un sistem monetar bazat pe bani-marfă este moneda fiat, care este definită de banca centrală și reglementată prin lege ca mijloc legal de plată, deși nu are valoare intrinsecă. Inițial, banii fiat erau reprezentați prin bancnote sau monede din metale comune, dar în economiile moderne aceștia există în principal în formă digitală, precum soldurile bancare și înregistrările tranzacțiilor efectuate cu carduri de credit sau debit.  Fracțiunea care există efectiv sub formă de numerar și monede fizice este relativ mică.
Majoritatea banilor sunt creați de băncile comerciale în procesul de acordare a creditelor. În termeni simpli, atunci când băncile emit împrumuturi către clienți, acestea creează noi depozite, sub rezerva normelor de reglementare specifice fiecărei bănci. Aceasta este principala modalitate prin care masa monetară crește în economie.
Succesul unui sistem bazat pe bani fiat depinde în mare măsură de încrederea publicului în guvern și în politica monetară a băncii centrale. Spre deosebire de banii-marfă, valoarea banilor fiat nu este susținută de o resursă fizică, ci de credința că statul va menține stabilitatea economică și va controla inflația prin instrumentele politicii monetare, precum reglementarea ratelor dobânzii și gestionarea ofertei de bani.
Banca centrală nu fixează direct cantitatea de bani în circulație. Crearea banilor este realizată în principal prin împrumuturile acordate de băncile comerciale. Atunci când debitorii primesc bani generați prin noi împrumuturi, aceștia influențează masa monetară, deoarece rambursarea datoriilor reduce cantitatea de bani în circulație.
Deși băncile comerciale pot crea bani prin acordarea de credite, ele nu pot face acest lucru în mod nelimitat. Acestea sunt obligate să mențină o rezervă minimă de fonduri, care reprezintă un procent din totalul depozitelor atrase (de exemplu, băncile mari din Statele Unite au o rată minimă a rezervelor de 10%). Aceste rezerve sunt necesare pentru a asigura solvabilitatea băncilor și a le proteja de riscuri, în caz de retrageri masive de fonduri de către deponenți.
Băncile centrale reglementează ratele dobânzilor pentru fondurile pe care băncile comerciale le pot împrumuta pe termen scurt de la banca centrală, necesare pentru a-și îndeplini obligațiile de rezervă. Acest mecanism limitează suma pe care băncile comerciale sunt dispuse să o împrumute și, implicit, să o creeze, deoarece impactează profitabilitatea creditării într-o piață competitivă.
Prin acest mecanism, un împrumut acordat de o bancă poate genera mai mulți bani în economie, fenomen cunoscut sub denumirea de multiplicator monetar. În perioade de criză economică, băncile centrale pot acționa ca împrumutători de ultimă instanță și pot stimula crearea de bani noi; în cadrul politicii de relaxare cantitativă, acestea achiziționează obligațiuni de stat și titluri garantate cu ipoteci. Achiziționarea acestor titluri ajută la scăderea ratelor dobânzilor pe termen lung și încurajează investițiile și consumul, stimulând astfel activitatea economică.
În plus, băncile centrale monitorizează atent inflația, ajustând politica monetară pentru a preveni supraîncălzirea economiei și a menține stabilitatea prețurilor.